# Portella di Mare
Portella di Mare, è una frazione di circa 4 800 abitanti del comune di Misilmeri, della città metropolitana di Palermo, Sicilia.
Costituisce un'unica conurbazione con la città di Villabate,  posta a 89 metri sopra il livello del mare e circondata da montagne, la frazione si affaccia sul mar Tirreno; dista dal suo comune 4,24 km.
L'attività prevalente è quella agricola. Nel corso degli ultimi decenni si è avuto un incremento edilizio e demografico. È presente una chiesa di recente costruzione dedicata alla Vergine del Carmelo.
La borgata era attraversata dalla linea ferroviaria Palermo (Sant'Erasmo)-Corleone-San Carlo, in funzione fino al 1953.

## Storia
Portella deriva dallo spagnolo portillo, che sta ad indicare un passo montano. L'esistenza di Portella di Mare sin dal XVI secolo è testimoniata da antichi documenti, anche se ritrovamenti di epoca preistorica e fenicio-cartaginesi sono stati rinvenuti nel territorio. Nel 1725, in contrada Cannita, su terreno di proprietà del nobile Francesco Bonanno del Bosco, fu rinvenuto un sarcofago simile a quello scoperto nel 1695 sempre nello stesso luogo. Dal 2013 la cittadinanza si sta attivando per richiedere l'autonomia della frazione.